# Wenanty Zubert

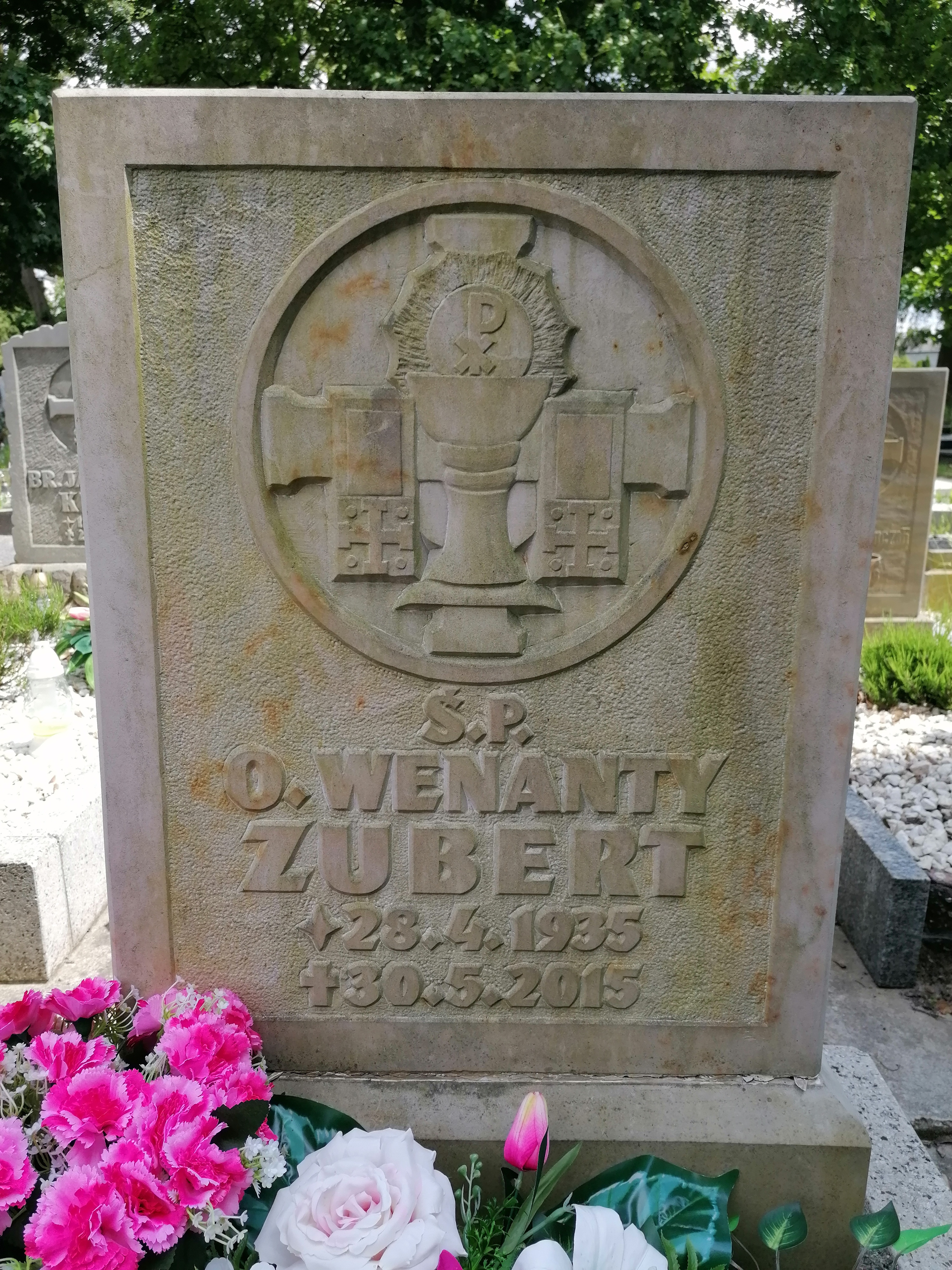
Nagrobek o. W. Zuberta

Bronisław Wenanty Zubert (ur. 28 kwietnia 1935 w Katowicach, zm. 30 maja 2015 w Afiartis na Karpatos) – polski duchowny katolicki, franciszkanin, profesor nauk prawnych, nauczyciel akademicki Katolickiego Uniwersytetu Lubelskiego, kanonista, były kierownik Katedry Prawa Kanonicznego na Wydziale Teologicznym Uniwersytetu Opolskiego oraz Katedry Prawa Sakramentów i Instytutów Życia Konsekrowanego KUL.

## Życiorys
Urodził się w rodzinie Józefa i Marii z d. Rydzek. W latach 1948–1950 uczył się w Niższym Seminarium Duchownym OO. Franciszkanów w Nysie. Do nowicjatu we franciszkańskiej Prowincji Wniebowzięcia NMP wstąpił 20 sierpnia 1952. Pierwszą profesję zakonną złożył 25 sierpnia 1953. Studia filozoficzne odbył w latach 1953–1955 w Wyższym Seminarium Duchownym oo. Franciszkanów w Opolu, teologiczne w latach 1955–1959 w wyższym seminarium swojej macierzystej prowincji zakonnej w Panewnikach. Śluby wieczyste złożył 15 grudnia 1956 w bazylice św. Ludwika w Panewnikach, gdzie też otrzymał święcenia kapłańskie z rąk bpa Herberta Bednorza 14 sierpnia 1958.
W 1962 został skierowany przez prowincjała Teofila Zawieję OFM na studia kanonistyczne na Katolickim Uniwersytecie Lubelskim. Tytuł magistra i licencjata uzyskał w 1962 na podstawie pracy Przeszkoda wieku do małżeństwa w prawie żydowskim, rzymskim i germańskim napisanej pod kierunkiem ks. prof. dr hab. Józefa Rybczyka. Pracę doktorską napisaną pod kierunkiem tego samego profesora pt. Małżeńska przeszkoda wieku w prawodawstwie Kościoła Zachodniego do Soboru Trydenckiego obronił 13 grudnia 1967. W swojej późniejszej karierze naukowej trzykrotnie był stypendystą Fundacji Alexandra von Humboldta w Instytucie Prawa Kanonicznego na Wydziale Teologii Uniwersytetu Ludwika i Maksymiliana w Monachium oraz na Katolickim Uniwersytecie w Nijmegen.
Habilitował się w 1981 na podstawie dorobku naukowego oraz pracy Wiedza konieczna o heteroseksualności i trwałości małżeństwa w nauce prawa kanonicznego i jurysprudencji (1517–1917). Studium historyczno-prawne. Tytuł naukowy profesora uzyskał w 1992. Od 1996 był profesorem zwyczajnym KUL-u. Przez wiele lat był wykładowcą w seminariach franciszkanów i diecezjalnym w Katowicach. Prowadził też wykłady z zakresu prawa zakonnego i sakramentalnego w Spiskiej Kapitule na Słowacji oraz w Welehradzie w Czechach.
Był członkiem kilku towarzystw naukowych w Polsce i za granicą: Towarzystwa Naukowego KUL, Towarzystwa Kanonistów Polskich, Societas Humboldtiana Polonorum z siedzibą w Poznaniu, Consotiatio Internationalis pro Studio Iuris Canonici Promovendo (Rzym) oraz Iuris Medii Aevi Consotiatio (Waszyngton-Monachium). W 2011 został doktorem honoris causa Katolickiego Uniwersytetu Pétera Pázmánya w Budapeszcie. Pod jego kierunkiem powstało siedem prac doktorskich z zakresu prawa sakramentów.
Władał biegle językiem niemieckim. Do końca życia mieszkał w klasztorze franciszkańskim w Panewnikach.

## Miejsce spoczynku
20 czerwca 2015 został pochowany w kwaterze ojców franciszkanów na cmentarzu Komunalnym przy ul. Panewnickiej w Katowicach.

## Wybrana bibliografia naukowa
Przedmiotem jego pracy naukowej były różne aspekty dotyczące prawa małżeńskiego i prawa sakramentów:
- 1966 – Przeszkoda wieku do zaręczyn i małżeństwa w prawie rzymskim, „Roczniki Teologiczno-Kanoniczne" 13(1966) z. 5, s. 87–98;
- 1969 – Małżeńska przeszkoda wieku w Dekrecie Gracjana i u pierwszych dekretystów, „Roczniki Teologiczno-Kanoniczne" 16(1969) z. 5, s. 71–122;
- 1970 – Przeszkoda wieku do małżeństwa w dekretałach papieskich i nauce prawa w drugiej połowie XII wieku, „Prawo Kanoniczne" 13(1970) nr 3-4, s. 71–126;
- 1985 – Koncepcja małżeństwa chrześcijańskiego u progu Reformacji, w: „Wiedza konieczna o heteroseksualności i trwałości małżeństwa w nauce prawa kanonicznego i jurysprudencji” (1517–1917). Studium historyczno prawne, Lublin 1985, s. 17–38;
- 1998 – Biseksualizm a zdolność do zgody małżeńskiej, w: „Tożsamość seksualna nupturientów a zdolność do zgody małżeńskiej. Materiały I Międzynarodowego Sympozjum Prawa Kanonicznego Wydziału Teologicznego Uniwersytetu Opolskiego w Opolu 16 X 1996”, red. B. W. Zubert, Opole 1998 (Sympozja 30-1998), s. 73–104;
- 1997 – Eucharystia w życiu i posłudze kapłana. Refleksje kanonisty, w: Ineffabile Eucharistiae Donum, Księga Pamiątkowa dedykowana ks. biskupowi A. Nossolowi z okazji 65. Rocznicy urodzin (Opolska Biblioteka Teologiczna, t. 19), red. T. Dola, Opole 1997, s. 475–482;
- 2001 – Sigillum sacramentale inviolabile est, w: „Divina et humana. Księga Jubileuszowa w 65. rocznicę Księdza Profesora Henryka Misztala”, red. A. Dębiński, W. Bar, P. Stanisz, Lublin 2001, s. 723–741;
- 2001 – Prawo wiernego do własnej drogi życia duchowego, w: „Śląskie Studia Historyczno-Teologiczne" 34(2001), s. 144–153 (nr dedykowany ks. prof. dr hab. R. Sobańskiemu).

## Odznaczenia
- Krzyż Kawalerski Orderu Odrodzenia Polski (2001)
- Medal Komisji Edukacji Narodowej (2005)